# Al Saïd
 (mars 2018).
Si vous disposez d'ouvrages ou d'articles de référence ou si vous connaissez des sites web de qualité traitant du thème abordé ici, merci de compléter l'article en donnant les références utiles à sa vérifiabilité et en les liant à la section « Notes et références ».
La dynastie Al Saïd  ou Al Busaïd (en arabe : آل آل بوسعيد/ سعَيد prononcé en arabe : [ʔaːsː ˈsaʕiːd]) est la maison royale régnante du sultanat d'Oman. Apparue en 1744, la dynastie régne sur les sultanats de Zanzibar, de Mascate et d'Oman.

## Origine
La tribu Al Saïd est une branche du groupe de Banu Azd, qui trouve son origine patrilinéaire en Al-'Atik ibn al-Asad ibn Imran, établi à Dibba (Dabá). Comme d'autres Qahtani, les Azd ont migré du Yémen vers le nord après la destruction du barrage de Marib (vers 570 ou 575). 
En raison de relations privilégiées avec l'autorité perse, qui les reconnait comme « les rois des arabes » ainsi que l'indiquent plusieurs inscriptions à partir du VIe siècle, les Azd accèdent à des postes de responsabilité. Le chef de leur confédération porte le titre de buland (بُلند), un mot sassanide dérivé du terme Moyen-persan pour « éminence » et « stature ». Il sera plus tard arabisé sous la forme d'al-julandā (الجُلندا) pour s'appliquer aux premiers dirigeants d'Oman.
À l'arrivée de l'Islam, les Sassanides d'Oman entrent en conflit avec les rois Azd. Appuyés par des forces musulmanes envoyées de Médine par Mahomet, ceux-ci prennent une à une les citadelles sassanides et expulsent les Perses en 630. Les Azd constituent une force de premier plan qui sert l'expansion de la nouvelle religion lors des conquêtes musulmanes et, plus tard, dans les royaumes Omeyyade sous les ordres du général Al-Muhallab ibn Abi Suffrah (dit Abu Saïd), l'ancêtre de la tribu Al Busaïd. C'est sur le chapitre des Azd que s'ouvrent la plupart des chroniques universelles pré-islamiques.

## L'accession au pouvoir
Ahmed ibn Saïd Al Busaïdi, habile tacticien militaire, est gouverneur de Sohar lorsqu'une flotte perse attaque la ville. Sa résistance de neuf mois précipite le départ, dans les années qui suivent, des Perses de Nâdir Châh. Son élection comme imam en 1744 marque la fin de l'occupation d'Oman par des étrangers et le début d'un nouvel État unifié. Il instaure ainsi l'une des plus anciennes dynasties royales en Arabie, toujours au pouvoir, et la première à accéder à l'indépendance.
Pendant son règne de trente-neuf ans, le commerce est florissant. La marine omanaise devient une force puissante dans l'Océan Indien, capable de chasser les navires perses et d'assurer la protection des bâtiments ottomans dans le golfe d'Oman, l'Océan Indien et la côte des États de la Trêve.
Ses descendants ne reprennent pas le titre religieux d'imam, mais celui de cheikh, une distinction honorifique portée les membres de la famille royale jusqu'à ce jour. Ils marquent ainsi leur volonté de renoncer à toute prétention d'autorité spirituelle, tout en promouvant les savants musulmans et les études islamiques.
Quand il meurt en 1778, les oulémas portent au pouvoir son fils Saïd ibn Ahmad, un homme très pieux mais peu attiré par les tâches administratives. Puisque les principes de l'ibadisme autorisent la séparation des autorités religieuses, administratives et militaires, il se retire à Rustaq jusqu'à sa mort en 1811.
Son fils Hamad ibn Saïd lui succède en 1783 ; il adopte le titre de sultan et transfère la capitale de Rustaq, située à l'intérieur des terres, à la zone côtière de Mascate. Dirigeant avisé, il meurt prématurément en 1792 des suites de la variole.

## L'alliance avec l'Empire britannique
Sultan ibn Ahmad prend le contrôle du gouvernement après la mort de son neveu et renforce encore sa marine militaire et marchande. Pour reprendre le contrôle de Mombasa au clan Mazrui et s'opposer simultanément aux tentatives d'envahissement d'Oman par les tribus Qawasim de la ville perse de Bandar Lengeh, il a besoin d'un allié puissant. À cette époque, l'Empire britannique est en guerre avec la France et sait que Napoléon Bonaparte envisage de prendre Mascate lors d'une marche vers l'Inde par la Perse. Aussi, en 1798, la Grande-Bretagne et Oman signent-ils un traité de commerce et de navigation.
Sultan ibn Ahmad autorise la British East India Company à établir son premier comptoir sur les rives du golfe Persique, et un consul britannique est installé à Mascate. L'autre raison qu'ont les Britanniques pour signer ce traité est d'être en situation de faire pression sur le sultan pour qu'il mette fin à l'esclavage, déclaré illégal en Angleterre en 1772. La traite esclavagiste et le commerce entre l'Afrique et Oman sont alors florissants ; Zanzibar est une plaque tournante dont l'importance commerciale est renforcée par l'effondrement de l'exportation de l'ivoire du Mozambique vers l'Inde en raison de droits exorbitants imposés par les Portugais. 
Cependant, les navires de guerre omanais sont impliqués dans de fréquentes escarmouches dans le golfe Persique. C'est au cours de l'une d'entre elles que Sultan ibn Ahmad est mortellement touché à la tête par une balle perdue. Il est enterré à Bandar Lengeh. 

## Saïd bin Sultan,le Grand
La mort du sultan plonge le pays dans un état de choc, et ravive les rivalités entre les tribus. Saïd, son fils aîné âgé de treize ans, est jugé trop jeune pour prendre les rênes du pays, et l'on fait appel à son parent Badr bin Saïf pour assurer la régence.
Mais les aspirations politiques de ce dernier l'opposent rapidement au reste de la famille royale, si bien que Saïd, alors âgé de seize ans, organise son assassinat. Alors que Badr fait étape à Barka en se rendant au fort Nakhal, un duel aux poignards l'oppose à Saïd dans la maison forte de Baït Na’aman. Blessé, il est achevé par des cavaliers de Saïd.  
Saïd assume dès lors seul le pouvoir, jusqu'à sa mort, cinquante-deux ans plus tard. Son règne constitue l'apogée de la puissance commerciale et maritime d'Oman ; il étend l'emprise du sultanat sur la côte orientale de l'Afrique en conquérant Mombasa, les îles de l'archipel de Zanzibar (Pemba, Unguja et Mafia), l'archipel de Lamu et le cap Delgado (frontière nord de l'actuel Mozambique). À l'ouest, il règne sur  Bandar-Abbas et le sud de la côte iranienne, sur Gwadar dans la province du Baloutchistan (acheté par le Pakistan en 1958) et, pour un court laps de temps, sur Bahreïn. Son aura est telle que l'explorateur Richard Francis Burton le mentionne comme « un prince prudent, libéral et éclairé comme l'Arabie n'en a jamais connu ».  
En 1833 il fait de l'île de Zanzibar sa seconde capitale, établissant la ville qui constitue aujourd'hui le quartier Stone Town. Il y introduit la culture à grande échelle des clous de girofle (un élément essentiel pour la conservation de la viande en Europe avant l'avènement de la réfrigération), et y importe une main d’œuvre bon marché d'esclaves pour la culture des plantes bisannuelles. Il redynamise la production de riz et de canne à sucre, l'exportation de l'ivoire et du copal. 

### Traité avec les États-Unis
Le 21 septembre 1833 Oman signe un traité d'amitié et de commerce avec les États-Unis d'Amérique. Il s'agit du deuxième accord commercial ratifié par les Américains avec un état du monde arabe après le Maroc en 1820. Le 13 avril 1840, le navire Al-Sultanah accoste à New York, débarquant pour la première fois des Arabes sur le sol du Nouveau Monde. Son équipage de cinquante-six marins arabes provoque une vague d'enthousiasme parmi les trois cent mille habitants de la métropole en pleine expansion. L'Al-Sultanah transporte de l'ivoire, des tapis persans, des épices, du café et des dattes, ainsi que des cadeaux somptueux qu'apporte l'émissaire omanais Ahmed ibn Na aman Al-Kaabi au président Martin Van Buren.

### Fin du règne
Saïd se rend régulièrement à Mascate, laissant alors son fils aîné Khaled gouverner Zanzibar. Lorsque celui-ci meurt de la tuberculose en novembre 1854, Saïd, depuis Mascate, désigne son cadet Majid comme gouverneur de l'île.
En septembre 1856, Saïd vogue vers Zanzibar sur son navire Kitorie en compagnie d'un autre de ses fils, Barghach ben Saïd, âgé de 19 ans. Une ancienne blessure reçue à la cuisse au combat lui cause de vives douleurs, à quoi s'ajoute une attaque de dysenterie. Il meurt à bord le 19 octobre 1856, à l'âge de soixante-cinq ans.

## La partition de Zanzibar et du sultanat d'Oman
Les tensions au sein de la famille régnante s'exacerbent après la mort du sultan Saïd ben Sultan, et ses fils se disputent le royaume.  Profitant que Majid ignore la mort de leur père, Barghach débarque en secret et tente de prendre le contrôle du palais de la Mtoni et du fort de la ville de Zanzibar ; mais il ne parvient pas à rassembler assez de partisans et sa tentative est déjouée.
Le 28 octobre 1856, Majid se proclame sultan de Zanzibar. Mais son aîné, Thuwaïni, que Saïd avait désigné comme héritier présomptif le 23 juillet 1844 et qui, de longue date, exerce les fonctions de gouverneur de Mascate et de commandant en chef des forces omanaises, refuse de reconnaître Majid et tente immédiatement de reprendre Zanzibar par les armes. Soucieux de la stabilité de la région, le Gouverneur Général de l'Inde britannique, Lord Canning, se propose comme arbitre du litige et statue que le royaume sera divisé en deux sultanats : le sultanat de Zanzibar et ses dépendances pour Majid ibn Saïd et le sultanat de Mascate et d'Oman pour Thuwaïni ibn Saïd. Le 10 mars 1862, le traité de Zanzibar est signé à Paris par la Grande-Bretagne et la France ; les deux puissances conviennent de respecter l'indépendance des deux sultanats.

## Histoire récente

### Zanzibar
Le sultanat de Zanzibar se transmet successivement à trois des frères de Majid, jusqu'à la révolution de 1964 au cours de laquelle les habitants noirs de l'île renversent le dernier sultan, Jamshid ben Abdallah. Zanzibar devient une composante de la Tanzanie, la culture du clou de girofle est nationalisée et l'hôpital du sultan est rebaptisé Vladmir Illych Lénine.
Jamshid et sa famille fuient vers l'Angleterre en 1964, pour s'installer dans une modeste maison de Portsmouth. En 2010, à l'occasion du quarante-sixième anniversaire du soulèvement, le président de la région de Zanzibar, Salmin Amour, le gracie et l'autorise à revenir sur l'île. Il reste cependant proscrit sur le territoire d'Oman jusqu'en 2020, lorsque le gouvernement du sultant l'autorise finalement à s'installer à Mascate.

### Oman
En 1868, la maison royale d'Oman subit un bref soubresaut ; encouragé par les wahhabites depuis quatre ans, l'imam Azzan ibn Qaïs — un parent éloigné — se rebelle contre le sultan Thuwaïni ibn Sultan. Azzan parvient à expulser le fils aîné du sultan, Salim ibn Thuwaïni, et s'empare du pouvoir en octobre 1868. Pour quelques années, le pays abandonne son statut de sultanat pour devenir un « imanat ». Bien qu'Azzan soit soutenu par une partie importante de la tribu Al Hinaï, ses tentatives pour mater l'opposition interne de la tribu des Ghafiri se concluent par une révolte générale dirigée par Salim, l'oncle de Turki ibn Saïd. Avec l'aide des Britanniques, celui-ci parvient à faire exécuter Azzan en janvier 1871 et restaure le sultanat de son père. Depuis lors, la gouvernance du pays se transmet de père en fils jusqu'à son arrière-petit-fils, le sultan Qabus ibn Saïd, dirigeant d'Oman et incarnation de sa renaissance socio-économique et de sa modernisation de 1970 à 2020. 

## Liste des dirigeants

### Imams d'Oman
- 1744-1778 : Ahmed ibn Saïd
- 1778-1783 : Saïd ibn Ahmad

### Sultans d'Oman
- 1783-1792 : Hamad ibn Saïd
- 1792-1804 : Sultan ibn Ahmad
- 1805-1806 : Badr ibn Seif
- 1806-1856 : Saïd ben Sultan al-Busaïd
- 1856-1866 : Thuwaïni ibn Sultan
- 1866-1868 : Salim ibn Thuwaïni
- 1868-1871 : Azzan ibn Qaïs
- 1871-1888 : Turki ibn Saïd
- 1888-1913 : Faïsal ibn Turki
- 1913-1932 : Taïmur ibn Faïsal
- 1932-1970 : Saïd ibn Taïmour
- 1970–2020 : Qabus ibn Saïd
- depuis 2020 : Haïtham ben Tariq

### Sultans de Zanzibar
- 1856-1870 : Majid ben Saïd
- 1870-1888 : Barghach ben Saïd
- 1888-1890 : Khalifa bin Saïd
- 1890-1893 : Ali bin Saïd
- 1893-1896 : Hamad ibn Thuwaïni
- 26 août 1896 : Khalid ibn Bargach
- 1896-1902 : Hamoud ibn Mohammed
- 1902-1911 : Ali bin Hamud
- 1911-1960 : Khalifa bin Harub
- 1960-1963 : Abdullah bin Khalifa
- 1963-1964 : Jamshid ben Abdallah

### Membres vivants de la dynastie Al Saïd
- Sayed Haïtham ben Tariq (né en 1954), sultan d'Oman
- Sayed Ali ben Jamshid Al Busaïd (ne en 1956), prétendant au trône de Zanzibar
- Cheikh Shamsaldin Qaïs Sulayman Al Busaïd (né en 1988)[4],[5],[6]

## Généalogie simplifiée
- Ahmed ibn Saïd (1710-1783), sultan d'Oman et fondateur des Al Saïd
  - Saïd ibn Ahmad (†1803), sultan d'Oman (abdique)
    - Hamad ibn Saïd (†1792), sultan d'Oman

  - Sultan ibn Ahmad (†1804), sultan d'Oman
    - Salim ibn Sultan (†1821), sultan d'Oman
    - Saïd ben Sultan al-Busaïd (1797-1856), sultan d'Oman et 1er sultan de Zanzibar.
      - Thuwaïni ibn Sultan (1821-1866), sultan d'Oman
        - Salim ibn Thuwaïni (†1876), sultan d'Oman
        - Hamad ibn Thuwaïni (1857-1896), 6e sultan de Zanzibar
        - Harub ibn Thuwaïni
          - Khalifa bin Harub (1876-1960), 10e sultan de Zanzibar
            - Abdullah bin Khalifa (1910-1963), 11e sultan de Zanzibar
              - Jamshid ben Abdallah (1929-2024), 12e et dernier sultan de Zanzibar
                - Ali ben Jamshid (né en 1956), prétendant au trône de Zanzibar

      - Majid ben Saïd (1834-1870), 2e sultan de Zanzibar
        - Khanfora bin Majid
x Hamoud ibn Mohammed (1853-1902), 8e sultan de Zanzibar
          - Ali bin Hamud (1884-1918), 9e sultan de Zanzibar

      - Turki ibn Saïd (1832-1888), sultan d'Oman
        - Faïsal ibn Turki (1864-1913), sultan d'Oman
          - Taïmur ibn Faïsal (1886-1965), sultan d'Oman
            - Saïd ibn Taïmour (1910-1972), sultan d'Oman
              - Qabus ibn Saïd (1940-2020), sultan d'Oman

            - Tariq ibn Taïmour
              - Asa'ad bin Tariq bin Taimur al Said  (né en 1954)
              - Haïtham ben Tariq (né en 1954), actuel sultan d'Oman
                - Theyazin ben Haïtham (né en 1990), actuel prince héritier d'Oman

      - Barghach ben Saïd (1837-1888), 3e sultan de Zanzibar
        - Khalid ibn Bargach (1874-1927), 7e sultan de Zanzibar

      - Emily Ruete né Sayyida Salme (1844-1924), écrivaine et enseignante
      - Khalifah ibn Saïd (1852-1890), 4e sultan de Zanzibar
      - Ali bin Saïd (1854-1893), 5e sultan de Zanzibar

## Sources et liens

### Ouvrages
- (en) ? Wilkinson, Origins, ?, ?, p. 73.
- (en) London: Foreign Office Archives, F.O. 93/33/82, Public Records Office.
- (en) Salil Ibn Raziq (trad. de l'arabe par George P. Blazer), History of the Imams and Sayyids of Oman, Londres, Kessinger legacy reprints, 2010 (1re éd. 1871) (ISBN 978-1162730004).
- (en) Randall L. Pouwels, Horn and Crescent: Cultural Change and Traditional Islam on the East African Coast, 800-1900, Cambridge University Press, 2002 (ISBN 9780521523097).
- (en) Peter J. Ochs II, Maverick guide to Oman, Pelican Publishing, 1999, p. 110–114.
- (en) « Arab Client Tribes », dans Gabriel Said Reynolds, The Qurʼān in its historical context, Routledge, 2007, p. 57–58.
- (en) John Townsend, Oman: the making of a modern state, Croom Helm, 1977, p. 43-45.
- (en) Chris McIntyre et Susan McIntyre, Zanzibar, Bradt Travel Guides, 2013, p. 14-15.
- (en) R. Khanam, Encyclopaedic ethnography of Middle-East and Central Asia, vol. 1 : A-I, Global Vision Publishing House, 2005, p. 68.
- (en) Ibn Khallikân (trad. de l'arabe par William Mac Guckin de Slane), Ibn Khallikan's Biographical dictionary, Cosimo, Inc., 2010, 4 volumes
- (en) Ḳeren Maḳs Shlesinger, « ? », dans Jerusalem studies in Arabic and Islam, vol. 28 (recueil de périodique), 2003, p. 234.
- (en) Samuel Barrett Miles, The Countries and Tribes of the Persian Gulf, Londres, Harrison and sons, 1919, 2 volumes — Volume 1, volume 2.